# Méchant efféminé
Le méchant efféminé est un sous-type de queer coding qui consiste à donner des traits souvent assimilés aux personnes LGBT (gays ou lesbiennes, selon le genre du personnage, et parfois transgenres) à des protagonistes.

## Définition
Le personnage du méchant efféminé est un personnage de fiction qui n'est pas présenté comme homosexuel, mais dont des comportements ou traits sont des stéréotypes sur les personnes LGBT.
Les caractéristiques physiques du méchant efféminé sont associées à la beauté féminine : os plus fins, carrure plus fine (surtout si les héros sont musclés), pommettes hautes et port de maquillage. Leurs vêtements sont androgynes ou féminins, souvent avec des frou-frous et du rose ou du violet. Ils ont des maniérismes et le langage non-verbal d'une femme de la haute société.
Leur comportement est aussi différent de celui des héros : en particulier, ils ne se battent que très rarement contre les héros, manipulant généralement d'autres personnes pour éviter le combat direct.

## Historique
En 1930 aux États-Unis, le Code Hays interdit la représentation de sujets « pervers », dont l'homosexualité, ce qui mène à un queer coding systématique de personnages. Il est interdit de prêter des traits LGBT aux personnages appréciés, mais c'est toujours autorisé dans le cas de personnages dans des rôles d'antagonistes et qui reçoivent une punition pour leurs actions pendant le film : les méchants de films deviennent donc souvent plus efféminés dans le cas de personnages masculins ou plus masculins dans le cas de personnages féminins. C'est aussi le début du rôle récurrent du sissy, un personnage masculin au comportement efféminé, souvent ressort comique par son apparence haute en couleur.
Le code Hays est aboli en 1968, mais la pratique reste commune, en particulier dans les œuvres pour enfants. Avec la possibilité d'avoir des protagonistes LGBT, il s'avère que les antagonistes sont parfois encore plus fortement queer-coded afin de continuer à montrer que les héros sont plus forts, plus masculins, et respectent mieux les normes de genre. Si les méchants efféminés sont toujours aussi fréquents, ils sont parfois ouvertement LGBT, comme Raoul Silva dans Skyfall.

## Conséquences
L'attribution fréquente de traits associés aux personnes LGBT avec des personnages antagonistes, mais jamais des protagonistes, est liée à une perception péjorative de ces comportements et caractères. Ainsi, on peut inconsciemment associer le fait d'être LGBT et d'adopter des comportements immoraux et illégaux en raison de ces représentations culturelles,.

## Exemples notables
Les films Walt Disney Pictures en particulier ont de nombreux antagonistes de ce type : Jafar est le seul personnage d'Aladin à porter du maquillage et à ne pas mettre de pantalon, le gouverneur Ratcliffe dans Pocahontas s'habille en rose, porte un nœud dans ses cheveux et porte du maquillage, Ursula de La Petite Sirène est ouvertement inspirée de la drag queen Divine, Scar dans Le Roi Lion et le Capitaine Crochet dans Peter Pan ont des comportements maniérés,,. Hadès dans Hercule en est aussi un exemple. Andreas Deja, créateur des personnages de Scar et Jafar et homme gay lui-même, affirme s'être inspiré de Jeremy Irons et de Conrad Veidt pour ces personnages et nie s'être inspiré de lui-même, comme le veut une rumeur,.
Un autre exemple de méchant efféminé est le personnage de Lui dans Les Supers Nanas, un personnage masculin vêtu d'un tutu et de talons hauts,. Le personnage du Joker dans les comics Batman a lui aussi des traits efféminés.
Dans 300, le roi Xerxès porte du maquillage et fait preuve d'agressivité sexuelle envers les Spartiates.
Dans les livres et les fims Hunger Games, les habitants du Capitole, des personnes très riches se divertissant de la mort d'enfants pauvres, sont très maniérés et portent un maquillage, des vêtements et des coiffures hauts en couleur.
Les films de John Waters renversent le stéréotype : ses héros sont souvent queer-coded et ses méchants très hétéronormatifs.